# Білл Барбер
Білл Барбер (англ. Bill Barber, нар. 11 липня 1952, Калландер, Онтаріо) — колишній канадський хокеїст, що грав на позиції крайнього нападника. Грав за збірну команду Канади. Згодом — хокейний тренер.
Член Зали слави хокею з 1990 року. Володар Кубка Стенлі. Провів 903 матчі в Національній хокейній лізі.

## Ігрова кар'єра
Хокейну кар'єру розпочав 1967 року.
1972 року був обраний на драфті НХЛ під 7-м загальним номером командою «Філадельфія Флаєрс».
Усю професійну клубну ігрову кар'єру, що тривала 13 років, провів, захищаючи кольори команди «Філадельфія Флаєрс».
Загалом провів 903 матчі в НХЛ, включаючи 129 ігор плей-оф Кубка Стенлі.
Виступав за національну збірну Канади, провів 20 ігор в її складі.

## Тренерська робота
2000 року розпочав тренерську роботу в НХЛ. Працював з «Філадельфія Флаєрс».

## Нагороди та досягнення
- Перша команда усіх зірок НХЛ — 1976
- Друга команда усіх зірок НХЛ — 1979, 1981
- Бронзовий призер чемпіонату світу 1982
- Нагорода Джека Адамса — 2001

## Статистика

### Клубні виступи
| Сезон        | Клуб                 | Ліга         | Регулярна першість | Регулярна першість | Регулярна першість | Регулярна першість | Регулярна першість | Плей-оф | Плей-оф | Плей-оф | Плей-оф | Плей-оф |
| Сезон        | Клуб                 | Ліга         | І                  | Г                  | П                  | О                  | ШХ                 | І       | Г       | П       | О       | ШХ      |
| ------------ | -------------------- | ------------ | ------------------ | ------------------ | ------------------ | ------------------ | ------------------ | ------- | ------- | ------- | ------- | ------- |
| 1967-68      | Норт-Бей Трепперс    | NOJHA        | 34                 | 18                 | 35                 | 53                 | 44                 | —       | —       | —       | —       | —       |
| 1968-69      | Норт-Бей Трепперс    | NOJHA        | 48                 | 32                 | 38                 | 70                 | 100                | —       | —       | —       | —       | —       |
| 1969-70      | «Кіченер Рейнджерс»  | ОХА-Jr.      | 54                 | 37                 | 49                 | 86                 | 42                 | 8       | 5       | 10      | 15      | 22      |
| 1970-71      | «Кіченер Рейнджерс»  | ОХА-Jr.      | 61                 | 46                 | 59                 | 105                | 129                | 4       | 2       | 3       | 5       | 2       |
| 1971-72      | «Кіченер Рейнджерс»  | ОХА-Jr.      | 62                 | 44                 | 63                 | 107                | 89                 | 5       | 2       | 7       | 9       | 6       |
| 1972-73      | Річмонд Робінс       | АХЛ          | 11                 | 9                  | 5                  | 14                 | 4                  | 2       | 0       | 0       | 0       | 2       |
| 1972-73      | «Філадельфія Флаєрс» | НХЛ          | 69                 | 30                 | 34                 | 64                 | 46                 | 11      | 3       | 2       | 5       | 22      |
| 1973-74      | «Філадельфія Флаєрс» | НХЛ          | 75                 | 34                 | 35                 | 69                 | 54                 | 17      | 3       | 6       | 9       | 18      |
| 1974-75      | «Філадельфія Флаєрс» | НХЛ          | 79                 | 34                 | 37                 | 71                 | 66                 | 17      | 6       | 9       | 15      | 8       |
| 1975-76      | «Філадельфія Флаєрс» | НХЛ          | 80                 | 50                 | 62                 | 112                | 104                | 16      | 6       | 7       | 13      | 18      |
| 1976-77      | «Філадельфія Флаєрс» | НХЛ          | 73                 | 20                 | 35                 | 55                 | 62                 | 10      | 1       | 4       | 5       | 2       |
| 1977-78      | «Філадельфія Флаєрс» | НХЛ          | 80                 | 41                 | 31                 | 72                 | 34                 | 12      | 6       | 3       | 9       | 2       |
| 1978-79      | «Філадельфія Флаєрс» | НХЛ          | 79                 | 34                 | 46                 | 80                 | 22                 | 8       | 3       | 4       | 7       | 10      |
| 1979-80      | «Філадельфія Флаєрс» | НХЛ          | 79                 | 40                 | 32                 | 72                 | 17                 | 19      | 12      | 9       | 21      | 23      |
| 1980-81      | «Філадельфія Флаєрс» | НХЛ          | 80                 | 43                 | 42                 | 85                 | 69                 | 12      | 11      | 5       | 16      | 0       |
| 1981-82      | «Філадельфія Флаєрс» | НХЛ          | 80                 | 45                 | 44                 | 89                 | 85                 | 4       | 1       | 5       | 6       | 4       |
| 1982-83      | «Філадельфія Флаєрс» | НХЛ          | 66                 | 27                 | 33                 | 60                 | 28                 | 3       | 1       | 1       | 2       | 2       |
| 1983-84      | «Філадельфія Флаєрс» | НХЛ          | 63                 | 22                 | 32                 | 54                 | 36                 | —       | —       | —       | —       | —       |
| Усього в НХЛ | Усього в НХЛ         | Усього в НХЛ | 903                | 420                | 463                | 883                | 623                | 129     | 53      | 55      | 108     | 109     |

### Збірна
| Рік                | Команда            | Турнір             |    | І  | Г | П  | О  | ШХ |
| ------------------ | ------------------ | ------------------ | -- | -- | - | -- | -- | -- |
| 1976               | Канада             | КК                 | 7  | 2  | 0 | 2  | 4  |    |
| 1979               | NHL All-Stars      | КВ                 | 3  | 0  | 1 | 1  | 0  |    |
| 1982               | Канада             | ЧС                 | 10 | 8  | 1 | 9  | 10 |    |
| Національна збірна | Національна збірна | Національна збірна | 20 | 10 | 2 | 12 | 14 |    |

## Тренерська статистика
| Команда | Сезон   | Регулярний сезон | Регулярний сезон | Регулярний сезон | Регулярний сезон | Регулярний сезон | Регулярний сезон | Регулярний сезон | Плей-оф                  |
| Команда | Сезон   | І                | В                | П                | Н                | ПОТ              | О                | Результат        | Результат                |
| ------- | ------- | ---------------- | ---------------- | ---------------- | ---------------- | ---------------- | ---------------- | ---------------- | ------------------------ |
| ФІ      | 2000-01 | 54               | 31               | 13               | 7                | 3                | (100)            | 2-е в АД         | програш у першому раунді |
| ФІ      | 2001-02 | 82               | 42               | 27               | 10               | 3                | 97               | 1-е в АД         | програш у першому раунді |
| Усього  | Усього  | 136              | 73               | 40               | 17               | 6                |                  |                  |                          |